# Osjutytschi
Osjutytschi (ukrainisch Озютичі; russisch Озютичи/Osjutitschi, polnisch Oździutycze) ist ein ukrainisches Dorf in der Oblast Wolyn. Es ist im Rajon Wolodymyr, etwa 13 Kilometer nordöstlich der ehemaligen Rajonshauptstadt Lokatschi und etwa 44 Kilometer westlich der Oblasthauptstadt Luzk am Fluss Turija gelegen.

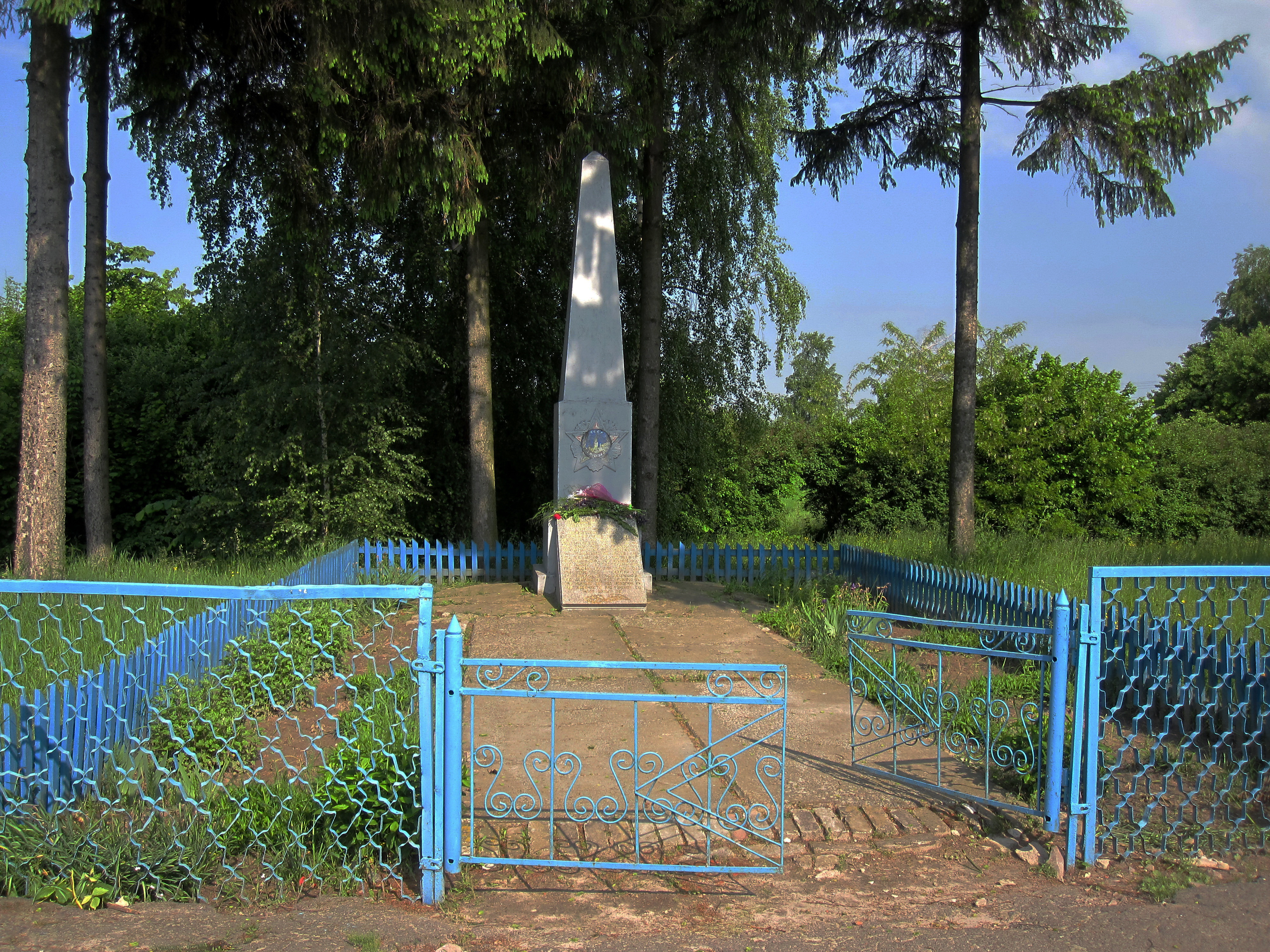
Denkmal im Ort

Das Dorf wurde 1545 zum ersten Mal schriftlich erwähnt und gehörte bis zur 3. polnischen Teilung zur Adelsrepublik Polen (in der Woiwodschaft Wolhynien), kam dann zum Russischen Reich, wo es im Gouvernement Wolhynien lag. 1918/1921 fiel es an Polen und kam zur Woiwodschaft Wolhynien in den Powiat Horochów, Gmina Kisielin. Infolge des Hitler-Stalin-Pakts besetzte die Sowjetunion das Gebiet und machte den Ort 1940 zum Hauptort des gleichnamigen Rajons Osjutytschi. Nach dem deutschen Überfall auf die Sowjetunion im Juni 1941 war der Ort bis 1944 unter deutscher Herrschaft (im Reichskommissariat Ukraine), kam dann nach dem Zweiten Weltkrieg wieder zur Sowjetunion und wurde in die Ukrainische SSR eingegliedert. 1946 wurde der Rajonssitz nach Saturzi verlegt und es verblieb ein einfaches Dorf, seit 1991 ist es ein Teil der heutigen Ukraine.
Am 20. Juni 2018 wurde das Dorf ein Teil der neugegründeten Landgemeinde Wijnyzja (Війницька сільська громада Wijnyzka silska hromada), bis dahin bildete das Dorf zusammen mit dem östlich gelegenen Dorf Sapust (Запуст) die Landratsgemeinde Osjutytschi (Озютичівська сільська рада/Osjutytschiwska silska rada) im Norden den Rajons Lokatschi.
Am 12. Juni 2020 wurde der Ort dann nach Auflösung der Landgemeinde Wijnyzja ein Teil der Landgemeinde Saturzi
Am 17. Juli 2020 wurde der Ort Teil des Rajons Wolodymyr.